# 和平教堂 (波茨坦)

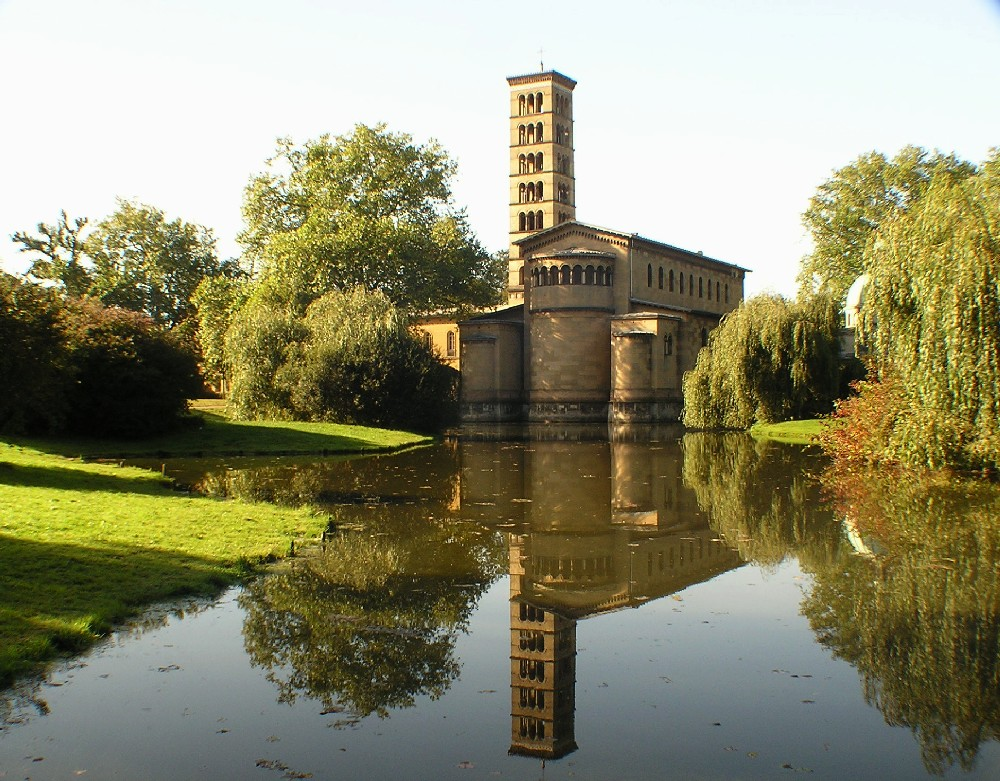
和平教堂

和平教堂（德語：Friedenskirche）是位於德國波茨坦無憂宮公園內馬利花園的一座新教教堂。普魯士國王腓特烈·威廉四世和這座教堂的建設過程緊密相關。教堂奠基於1845年4月14日，竣工於1848年9月24日，但在竣工之後仍持續進行了一些工程。